# Hồ Cầu Cau
Hồ Cầu Cau là một hồ chứa thủy lợi nằm trên địa bàn huyện Thanh Chương, tỉnh Nghệ An, Việt Nam. Hồ hiện do Công ty TNHH Thủy lợi Thanh Chương quản lý và khai thác.
Địa điểm này được biết đến với những đảo chè sản xuất của người dân địa phương trong khu vực lòng hồ. Dự án xây dựng khu du lịch tại đây đã được chính quyền tỉnh Nghệ An phê duyệt vào năm 2017 nhưng đến nay vẫn chưa được triển khai nên hiện khu vực hồ Cầu Cau chỉ có các hoạt động du lịch tự phát do người dân địa phương tự khai thác.

## Địa lý
Hồ nằm trên địa bàn hai xã Thanh An và Thanh Thịnh, huyện Thanh Chương với diện tích mặt nước hơn 83 ha, dung tích 3 triệu m³ nước.

## Lịch sử
Hồ được xây dựng vào năm 1963 để cung cấp nước tưới sản xuất cho khu vực lân cận. Sau khi vùng lòng hồ ngập nước, người dân đã khai phá các đồi rừng tại đây để trồng chè cung cấp nguyên liệu cho hai nhà máy chè Ngọc Lâm và Thanh Mai. Tính đến năm 2023, tổng diện tích chè đạt khoảng 450 ha, trong đó khoảng 80 ha có nước hồ bao quanh, tạo thành các ốc đảo chè có cảnh quan đẹp.

## Dự án khu du lịch
Sau khi đường Hồ Chí Minh đoạn qua huyện Thanh Chương hoàn thành (năm 2003) và đi ngang qua khu vực hồ Cầu Cau, khu vực này dần được nhiều du khách trong và ngoài tỉnh biết đến. Từ đó, khu vực lòng hồ được chính quyền huyện Thanh Chương và tỉnh Nghệ An định hướng phát triển thành khu du lịch.
Năm 2016, Tổng công ty xây dựng công trình giao thông 4–CTCP (Cienco4) đã đề xuất được đầu tư dự án "Khu du lịch, dịch vụ hỗn hợp và nghỉ dưỡng Cầu Cau" và một năm sau, Ủy ban nhân dân tỉnh Nghệ An đã phê duyệt hồ sơ quy hoạch của dự án. Tổng vốn đầu tư của dự án được xác định khoảng 1.532 tỷ đồng, trên quy mô diện tích hơn 449 ha tại xã Thanh An. Trong đó diện tích mặt hồ 83,9 ha, diện tích cây xanh 280 ha và diện tích còn lại hơn 85 ha sẽ được xây dựng thành 5 khu chức năng gồm: khu đón tiếp, khu nghỉ dưỡng, khu vui chơi – giải trí, khu làng nghề và khu thiền viện. Dự án dự kiến được Cienco4 thực hiện trong 5 năm (2017–2022) tuy nhiên thực tế đến năm 2023, doanh nghiệp này vẫn chưa có hoạt động đầu tư nào tại đây.